# Verwaltungsgemeinschaft Nesseaue
De Verwaltungsgemeinschaft Nesseaue is een gemeentelijk samenwerkingsverband van negen gemeenten in het landkreis Gotha in de Duitse deelstaat Thüringen. Het bestuurscentrum bevindt zich in Friemar.

## Deelnemende gemeenten
De volgende gemeenten maken deel uit van de Verwaltungsgemeinschaft:
- Bienstädt
- Eschenbergen
- Friemar
- Molschleben
- Nottleben
- Pferdingsleben
- Tröchtelborn
- Tüttleben
- Zimmernsupra

Steden: Friedrichroda · Gotha · Ohrdruf · Tambach-Dietharz · Waltershausen

Overige gemeenten: Bad Tabarz · Bienstädt · Dachwig · Döllstädt · Drei Gleichen · Emleben · Eschenbergen · Friemar · Georgenthal · Gierstädt · Großfahner · Herrenhof · Hohenkirchen · Hörsel · Leinatal · Luisenthal · Molschleben · Nesse-Apfelstädt · Nessetal · Nottleben · Petriroda · Pferdingsleben · Schwabhausen · Sonneborn · Tonna · Tröchtelborn · Tüttleben · Zimmernsupra